# Lindsay Lohan
Pour les personnes ayant le même patronyme, voir Lohan.
 (juillet 2008).
Si vous disposez d'ouvrages ou d'articles de référence ou si vous connaissez des sites web de qualité traitant du thème abordé ici, merci de compléter l'article en donnant les références utiles à sa vérifiabilité et en les liant à la section « Notes et références ».
Lindsay Lohan [ˈlɪndzi ˈloʊən], née le 2 juillet 1986 à New York, est une actrice, mannequin[réf. nécessaire] et chanteuse américaine.
Elle a commencé sa carrière d'actrice très jeune et se fait connaitre du grand public grâce à plusieurs productions Walt Disney Pictures : la comédie dramatique À nous quatre (1998), la comédie fantastique Freaky Friday : Dans la peau de ma mère (2003), la comédie musicale Le Journal intime d'une future star (2004) et la comédie d'action La Coccinelle revient (2005).
Également chanteuse, elle sort en 2004 un album intitulé Speak, véritable succès, les ventes sont excellentes, certains titres atteignant la première place du billboard, confirmant la popularité de la jeune star.
Elle accède à la reconnaissance critique avec le teen movie Lolita malgré moi (2004), produit par Paramount Pictures. Elle enchaîne ensuite les rôles principaux dans de nombreux films, très demandés dans le milieu du cinéma, on la retrouve notamment dans Bobby (2006), Mère-fille, mode d'emploi (2007), En cloque mais pas trop (2009) ou encore Inappropriate Comedy (2013) et Scary Movie 5 (2013).
Après des frasques largement relayées par la presse people qui lui valent une surmédiatisation, elle fait son retour en 2022 sur Netflix dans la comédie romantique à succès Noël tombe à pic où elle enregistre pour cette occasion le titre Jingle Bell Rock, qu'elle avait déjà interprété dans Lolita malgré moi.

## Biographie

### Jeunesse et révélation chez Disney
Aînée de quatre enfants , Lindsay Dee Lohan est née dans une famille d'artistes new-yorkais italo-irlandais. Sa mère, Dina, dansait dans la troupe des Rockettes du Radio City Music Hall avant de s'illustrer dans des feuilletons télévisés, son père, Michael Lohan, s'est fait connaître dans le feuilleton As the World Turns. Elle a deux frères, Michael et Dakota, et une sœur, Ali Lohan également actrice.
Elle a commencé sa carrière très tôt, en tournant dans des publicités à partir de trois ans . En 1996, à l'âge de 10 ans, elle intègre le casting du soap opera Another World durant quatre épisodes. Il s'agit de sa première apparition à l'écran. Durant l'été 1998, elle joue des jumelles dans la comédie romantique À nous quatre, réalisée par Nancy Meyers. Le film reçoit de bonnes critiques et connait un joli succès en salles. Elle signe un contrat avec le studio producteur du film, Walt Disney Pictures pour trois autres longs-métrages.
En 2000, elle joue les garçons manqués dans le téléfilm fantastique Grandeur nature, où sa poupée prend forme humaine (jouée par la mannequin Tyra Banks), et en 2002, elle joue la détective en herbe dans le téléfilm Opération Walker. Enfin, en 2003, c'est au cinéma que sort la comédie Freaky Friday : Dans la peau de ma mère, de Mark Waters. Elle y échange de corps avec sa mère, incarnée par Jamie Lee Curtis. Le film reçoit d'excellentes critiques et s'impose comme le plus gros succès de sa jeune carrière.

### Ascension (2004-2006)
L'année 2004 confirme Lohan dans deux projets, à l'âge de 17 ans : elle est d'abord à l'affiche de la comédie musicale Le Journal intime d'une future star, où elle joue une adolescente new-yorkaise qui se rêve comédienne à Broadway, mais dont la famille s'installe en province. Le film reçoit cette fois des critiques très faibles, et le box-office correct. En revanche, sa première incursion hors des studios Disney, la comédie Lolita malgré moi, réalisée par Mark Waters, est un carton critique et commercial. L'actrice s'impose comme une jeune star montante à Hollywood, face à d'autres jeunes premières : Rachel McAdams et Amanda Seyfried. Le scénario imaginé par Tina Fey raconte l'histoire d'une adolescente ayant grandi en Afrique, amenée à devoir s'intégrer dans une école secondaire dans l'Illinois, confrontée alors à un environnement bien plus violent et dangereux que la jungle.
Dans le cadre de la promotion du film, la scénariste Tina Fey l'invite à l'émission télévisée à succès Saturday Night Live. Dans l'un des sketchs parodiant la saga à succès Harry Potter, elle incarne une plantureuse Hermione. L'émission est un succès.
Parallèlement, elle signe un contrat avec Casablanca Records pour produire plusieurs albums de musique. Après une longue gestation, sort en 2004 l'album Speak. Les critiques sont désastreuses mais les ventes excellentes, confirmant la popularité de la jeune star auprès d'un public d'adolescents. Elle en livre un second en décembre 2005, intitulé A Little More Personal (RAW), qui se vend moins bien que son premier album et n'est plus présent dans le « Top 40 » deux semaines après sa sortie. Cet album accompagne surtout un changement d'image de sage héroïne Disney à jeune femme indépendante.
Ainsi, son retour aux studios Disney en 2005 avec la comédie d'action La Coccinelle revient, d'Angela Robinson, la voit incarner une jeune pilote sexy. Les critiques sont mitigées, mais le box-office positif. Le tournage du film s'avère difficile, en raison de sa relation privée avec l'acteur Wilmer Valderrama. En 2004, elle a d'ailleurs participé à un épisode de la sitcom à succès de l'acteur, That '70s Show. Ses déboires personnels commencent durant cette période, largement relayée par la presse à scandales américaine.
Dans le cadre de la promotion du film, elle revient en tant qu'invitée du Saturday Night Live. Cette fois, l'un des sketchs la voit imiter la chanteuse pop Jessica Simpson.
En 2006, elle dévoile trois longs-métrages, loin des studios Disney. Elle est d'abord l'affiche de la comédie romantique Lucky Girl, de Donald Petrie. Elle y joue une jeune new-yorkaise particulièrement chanceuse qui tombe amoureux d'un porte-guigne incarné par le séduisant Chris Pine. Elle est pour une troisième fois invitée du Saturday Night Live. Mais cette fois, les critiques du film sont mauvaises et le box-office rapporte seulement un peu plus de 38 millions de dollars de recettes dans le monde entier. Elle évolue aussi dans un cinéma plus adulte et indépendant : elle fait partie des distributions chorales de la comédie dramatique The Last Show, de Robert Altman, qui retrace le dernier show de l'émission musicale radiophonique A Prairie Home Companion, et Bobby d'Emilio Estevez, racontant les heures précédant l'assassinat de Robert Kennedy.

### Chute (2007-2008)

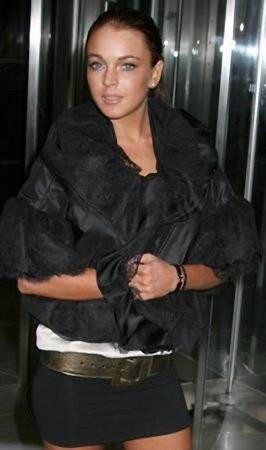
L'actrice au Calvin Klein Spring 2007 Fashion Show Afterparty.

En 2007, Lohan s'aventure dans un cinéma plus noir, toujours indépendant. Elle donne la réplique à Jared Leto, tête d'affiche du thriller Chapitre 27, racontant le parcours de l'assassin de John Lennon. Elle est également la tête d'affiche du thriller psychologique I Know Who Killed Me. Le film est un flop critique et commercial retentissant, lors d'une année marquée par des révélations concernant une vie personnelle dissolue. La même année sort la comédie dramatique Mère-fille, mode d'emploi, de Garry Marshall, dont elle partage l'affiche avec Felicity Huffman et Jane Fonda. Le film rembourse à peine son budget et est éreinté par la critique.
Il est alors prévu qu'elle joue le rôle de Nancy Pitman dans le film indépendant Manson Girls, un film consacré à Charles Manson et à ses adeptes mais elle se retire du projet.
En 2008, l'actrice se retire d'un autre projet : Ye Olde Times renommé ensuite All's Faire in Love, un film sur la Renaissance avec l'acteur-humoriste Jack Black,.
En février 2008, elle pose pour une séance photo reproduisant la dernière de Marilyn Monroe, The Last Sitting.
En mai 2008, sort le nouveau clip de N*E*R*D avec comme guest-star Lindsay Lohan et son ex-petite amie DJ Samantha Ronson. Le titre de la chanson, Everyone nose, est une allusion claire à l'absorption de cocaïne par voie nasale. Dans ce clip, on ne la voit que quelques secondes en train de négocier pour entrer dans une boîte de nuit.
Le 27 mai 2008, elle annonce également la sortie de son nouveau single Bossy, extrait de son futur album dont la date de sortie reste inconnue.
Le même mois, elle surprend en décrochant un rôle récurrent la série à succès Ugly Betty. Mais la production met fin à son contrat après seulement quatre épisodes au lieu des six prévus, en raison de disputes avec l'actrice principale America Ferrera,. La même année, elle remporte le « Razzie Award » de la pire actrice de l'année pour sa prestation dans le film I Know Who Killed Me (film, qui avec le Razzie de Lindsay Lohan recevra 8 « récompenses » au total, dont le Razzie Award du pire film de l'année) de Chris Silverston (Razzie Award du pire réalisateur).
En juin 2008, Lohan commence le tournage d'une comédie destinée à marquer son retour, intitulée En cloque mais pas trop,. Le long-métrage devient finalement un téléfilm diffusé en juillet 2009 sur ABC Family.

### Mode et tentatives de retour (2008-2011)

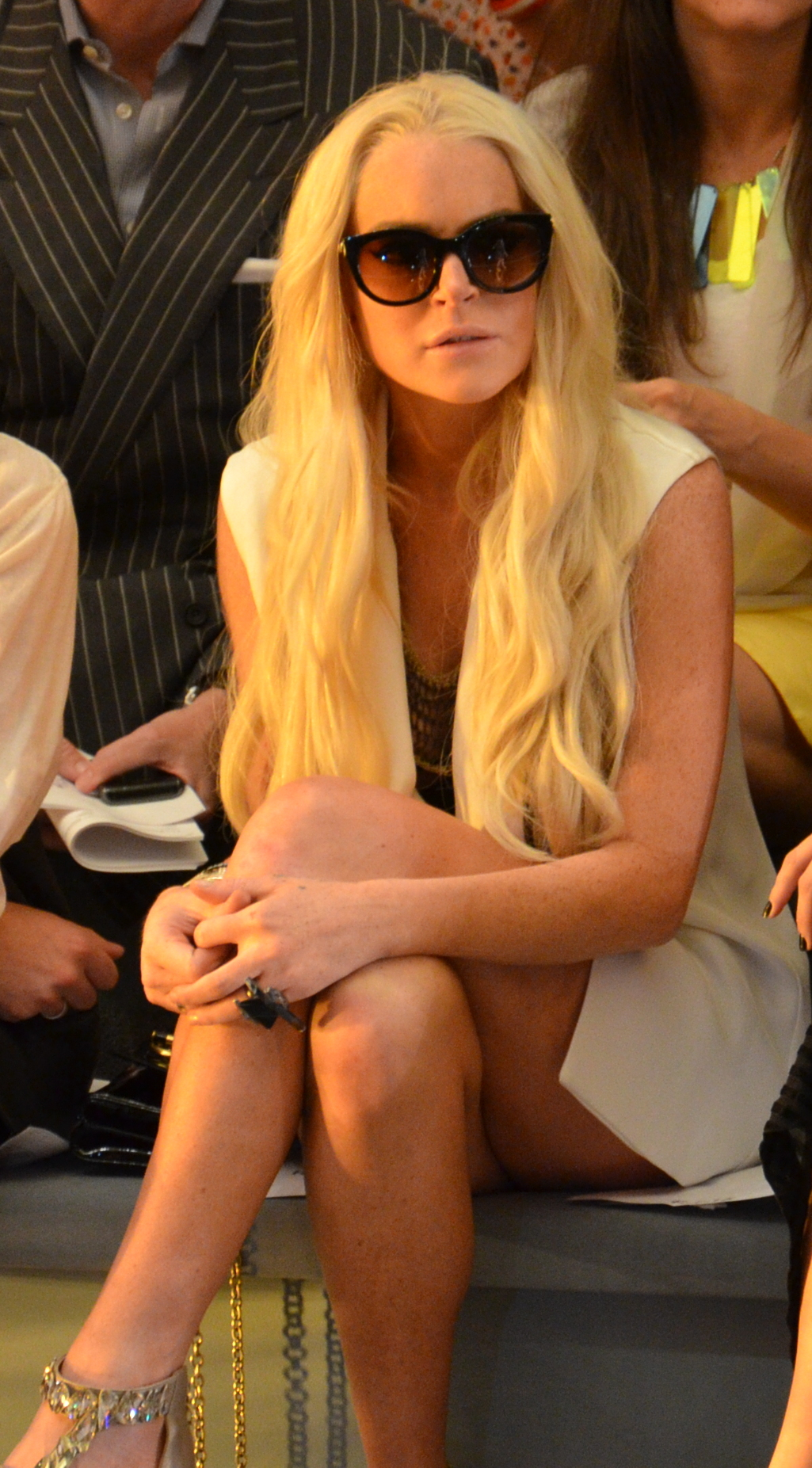
L'actrice à un défilé de mode en septembre 2011, à New York.

Lohan tente alors de se diversifier : elle fait ses premiers pas dans le monde de la mode en acceptant de devenir l'égérie de la marque italienne Miu Miu (filiale de Prada). En 2008, elle lance sa propre ligne de leggings, 6126 en référence à la naissance de son idole Marilyn Monroe née le 1er juin 1926.
En 2009, elle devient l'égérie de la marque italienne de prêt-à-porter Fornarina.
Elle sort aussi un troisième album, Spirit in the Dark, chez un nouveau label, Universal Motown. Le premier single, Bossy, remporte un certain succès, mais l'album est un échec[réf. souhaitée]. Elle cite alors Madonna comme source d'inspiration, aussi bien musicalement que pour sa longévité.
En août 2009, l'actrice tourne dans le film d'action Machete de Robert Rodriguez avec entre autres Jessica Alba, Robert De Niro et Michelle Rodriguez. Le film sort en France le 17 novembre 2010. À sa sortie, le film reçoit un accueil plutôt positif de la presse. Produit avec un budget assez modeste, le film est un succès commercial[réf. nécessaire].
En septembre 2009, elle devient l'égérie artistique de la maison de couture Emanuel Ungaro et travaille en collaboration avec la nouvelle Chief Designer Estrella Archs. Elles sortent toutes les deux sur le podium lors du défilé de la marque qui a eu lieu le dimanche 4 octobre au Carrousel du Louvre. Lindsay Lohan n’a pas le succès escompté avec sa collection pour Ungaro. Le styliste déclare alors à la presse être « très en colère contre elle », le 17 novembre 2009.
Début 2010, il est révélé que l'actrice ne va pas jouer dans The Other Side. Elle est remplacée par Olivia Thirlby.
En octobre 2011, elle accepte de poser nue pour le magazine Playboy contre la somme d'un million de dollars.
En avril 2012, le retour de l'actrice est annoncé avec la mise en chantier par la chaîne Lifetime d'un téléfilm intitulé Liz & Dick, biopic centré sur la superstar Elizabeth Taylor, que Lindsay Lohan est choisie pour incarner,.
La même année, en mai, elle fait une apparition dans la série à succès, Glee, où elle joue son propre rôle, en tant que « célébrité-juge » aux côtés de Perez Hilton et de l'acteur Rex Lee.

### Passage au second plan (2012-2017)
Début juin 2012, Lindsay Lohan est annoncée dans la distribution d'un film indépendant à très petit budget intitulé The Canyons, réalisé par Paul Schrader (scénariste de Taxi Driver et Raging Bull) et scénarisé par Bret Easton Ellis[réf. nécessaire]. Ce film, dont elle partage la vedette avec la star du X James Deen, suit le parcours chaotique d'un groupe de personnages arrivés à Hollywood pour récolter le pouvoir, le succès et le sexe.

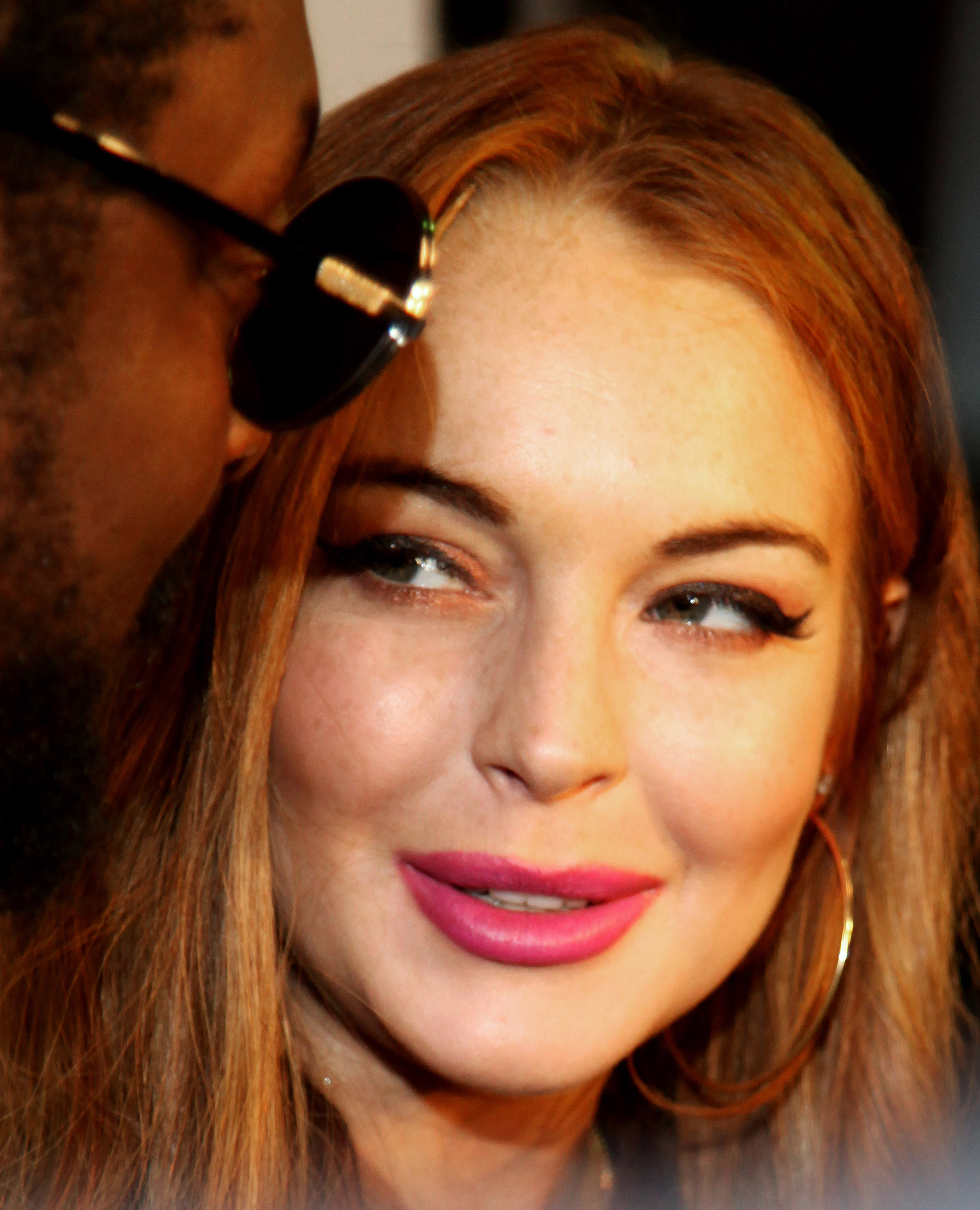
Lindsay Lohan à Hollywood, en août 2012.

En avril, elle fait partie de la distribution de la comédie potache Scary Movie 5 aux côtés des acteurs Ashley Tisdale, Simon Rex et Charlie Sheen. Ce dernier lui offre l'occasion de jouer son propre rôle en tant qu'invitée dans un épisode de la seconde saison de sa sitcom Anger Management.
En août 2013, après être sortie de sa sixième cure de désintoxication, Lindsay Lohan participe au show de Chelsea Handler, le Chelsea Lately rebaptisé « Lindsay Lately » pour l'occasion. Le passage de Lohan dans l'émission lui vaut de bonnes critiques de la part des médias.
L'année 2014 est marquée par plusieurs apparitions médiatiques : en janvier 2014, elle annonce la mise en route d'un projet de film, intitulé Inconcevable, qu'elle co-produirait, et dont elle serait bien sûr, la tête d'affiche. Le tournage devait démarrer en mars, mais la mise en route du projet est arrêté, pour des problèmes de financement. Elle tourne finalement un épisode de la sitcom à succès, 2 Broke Girls.
Entre mars et avril, elle est au centre d'une série documentaire en huit parties, intitulé Lindsay, qui suit la jeune actrice dans son quotidien. Lohan co-produit le programme avec la puissante animatrice et femme d'affaires Oprah Winfrey. Le 18 août, est diffusée une interview menée par cette dernière : Lohan y revient sur son addiction à l'alcool, ses problèmes avec la justice, et son désir de reconquérir le public et le monde du cinéma.
En octobre, elle tente donc un nouveau come-back, par le biais d'une pièce de théâtre jouée à Londres, intitulée Speed The Plow, pour un rôle auparavant tenu par Madonna. Et en décembre, elle produit un jeu en ligne inspiré de sa vie, disponible sur les appareils Apple.
Elle ne tourne ensuite plus rien durant trois ans. Durant cette période, elle quitte Los Angeles pour s'installer à Dubai.
En 2017, elle fait part de son souhait de tourner des suites à ses succès : Freaky Friday : Dans la peau de ma mère (2003), Lolita malgré moi (2004) et La Coccinelle revient (2005).
La même année, est tourné Life-Size 2: A Christmas Eve, une suite à son tout premier succès, Grandeur nature. Mais si la mannequin Tyra Banks est de retour, la production s'arrange pour se passer de Lohan.

### Retour progressif et télé-réalité (depuis 2018)
En 2018, elle fait un retour discret à la comédie en participant à huit épisodes de la série anglaise Sick Note, portée par Rupert Grint.

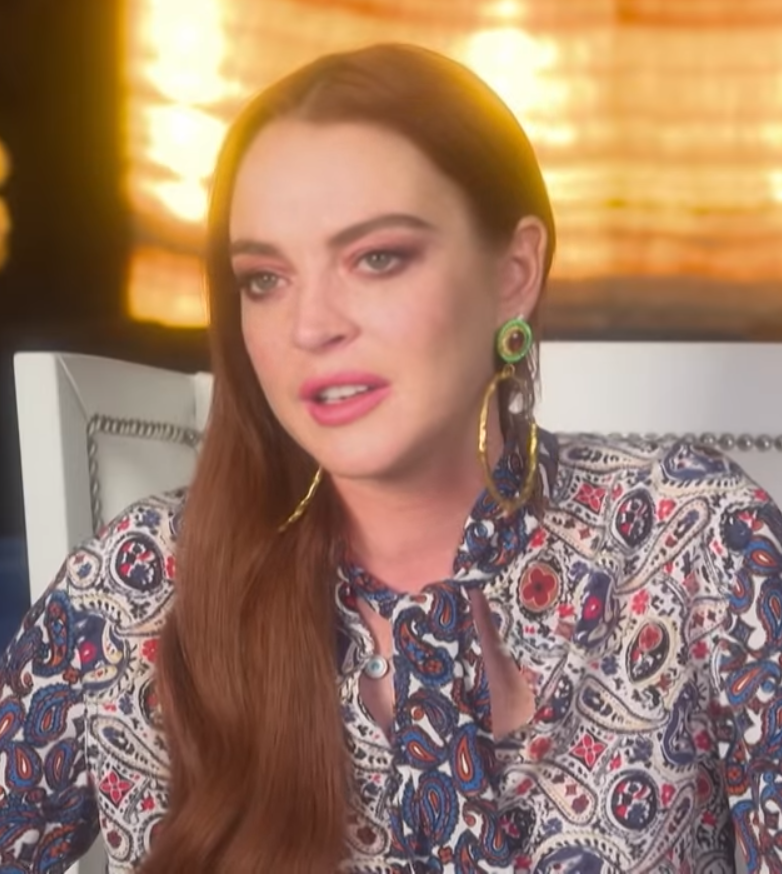
Lindsay Lohan en 2019

Le 8 janvier 2019, le premier épisode de sa télé-réalité Lindsay Lohan's Beach Club, qui dévoile la création de sa propre discothèque à Mykonos, a été diffusé sur MTV aux États-Unis,. Depuis juin 2019, son Lindsay Lohan's Beach Club est fermé à Mykonos.
En parallèle, elle est confirmée en tête d'affiche du film d'horreur Among The Shadows, réalisé par Tiago Mesquita, qui sort le 5 mars 2019 aux États-Unis.
Le 1er avril 2020, Lohan a annoncé le premier single de son album, « Back to Me ». La chanson est sortie le 3 avril et a reçu des critiques positives.
Netflix a annoncé la sortie d'une comédie romantique courant 2022 Noël tombe à pic, dont le premier rôle est tenu par Lindsay Lohan. Le 1er mars 2022, Netflix a également fait savoir que l’actrice allait jouer dans deux autres films produits par la plateforme de streaming.
Le 15 Mars 2024, elle est à l'affiche du film de Netflix Irish Wish, comprenant en vedettes Jane Seymour.

## Affaires judiciaires

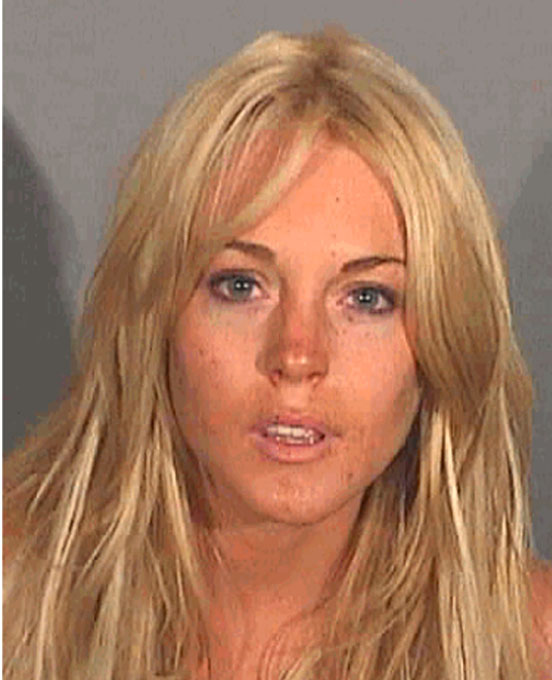
Photo prise par la police lors de sa première interpellation, en juillet 2007.

Le 6 juillet 2010, Lindsay Lohan est condamnée à 90 jours de prison (débutant le 20 juillet 2010) et trois mois de thérapie dans un centre de désintoxication. L’actrice est soumise à des tests-surprise de drogue et d’alcool jusqu’en août 2011.
Le shérif du comté de Los Angeles réduit sa peine, comme c'est l'usage en cas de délit mineur, afin de désengorger les prisons californiennes, notoirement surpeuplées. Lindsay Lohan est incarcérée au centre correctionnel de Lynwood en banlieue sud de Los Angeles, dans une cellule de 9 mètres carrés située dans le quartier réservé aux personnalités. Elle est libérée le 1er août 2010 pour aller directement en cure de désintoxication et y rester pendant trois mois par ordre du tribunal. Le 24 août, elle quitte le centre de réhabilitation.
À la mi-septembre, la rumeur court que la jeune femme fraîchement libérée aurait été testée positive à la cocaïne lors d'un dépistage. Le 17 septembre Lindsay Lohan confirme la rumeur sur son Twitter, affirmant que l'addiction aux drogues est une maladie qui ne se guérit pas en un jour et assurant qu'elle assumerait les conséquences de ses actes. Le vendredi 24 septembre, convoquée au tribunal de Beverly Hills à la suite de son dépistage, elle est immédiatement incarcérée dans la prison de Lynwood à Los Angeles. Elle n'y restera que quinze heures après avoir payé une caution.
En avril 2011, elle est condamnée à quatre mois de prison pour violation de sa liberté conditionnelle, dans une affaire de vol présumé de collier à Los Angeles.
En 2013, Lindsay Lohan est à nouveau convoquée par la justice, à la suite de l'accident de voiture pour lequel l'actrice déclare ne pas avoir été au volant de son véhicule. Son mensonge lui vaut un nouveau jugement, où elle risque jusqu’à 245 jours de prison. Mais le 18 mars 2013, elle n'est condamnée qu'à 90 jours en cure de désintoxication.
En septembre 2018, elle provoque une polémique en se filmant en direct (vidéo retirée depuis de son compte Instagram) à Paris en essayant de forcer un enfant présenté comme membre d'une famille syrienne dormant sur le trottoir, d'être hébergé à l'hôtel. Elle dit notamment aux parents : « Pas le mari, juste la femme et l'enfant ». Repoussée, elle termine au sol (les parents refusant d'être séparés de leur enfant par une inconnue dont ils ne comprennent même pas la langue), elle leur rétorque : « Je ne partirai pas sans toi ! Vous ruinez la culture arabe en faisant ça ! ». Le couple ayant ensuite fini par s'enfuir, elle reste au sol et tout en se filmant dit : « Je suis sous le choc ».

## Vie privée
En 2007, Lindsay Lohan a une liaison avec le mannequin britannique Calum Best (en).
En septembre 2008, elle fait son coming out et confirme à la radio de Los Angeles KROQ FM être en couple avec la DJ Samantha Ronson. La relation entre les deux femmes, qui a duré de 2008 à 2009, a été très suivie par les médias.
En 2013, Lindsay Lohan déclare, après la fin de cette relation, qu'elle n'est « ni lesbienne, ni même bisexuelle ».
En 2016, l'actrice, qui se considère comme « une personne spirituelle », a exprimé son intérêt pour l'islam et le Coran dans un certain nombre de réseaux.
En 2017, certaines rumeurs affirment qu'elle aurait eu une relation avec l'homme d'affaires coréen Je-Yong Ha.
En couple avec Bader Shammas, gestionnaire de fonds au Crédit Suisse, ils se fiancent en novembre 2021. Le 2 juillet 2022, un représentant a confirmé que Lohan et Shammas étaient mariés après qu'elle l'a appelé son « mari » sur sa publication d'anniversaire sur Instagram. Le 14 mars 2023, elle annonce sur Instagram être enceinte de son premier enfant.
Le 17 juillet 2023, elle donne naissance à son premier enfant, un petit garçon prénommé Luai.

## Filmographie

### Cinéma

#### Longs métrages
- 1998 : À nous quatre (The Parent Trap) de Nancy Meyers : Hallie Parker / Annie James
- 2003 : Freaky Friday : Dans la peau de ma mère (Freaky Friday) de Mark Waters : Anna Coleman
- 2004 : Le Journal intime d'une future star (Confessions of a Teenage Drama Queen) de Sara Sugarman : Lola/Mary
- 2004 : Lolita malgré moi (Mean Girls) de Mark Waters : Cady Heron
- 2005 : La Coccinelle revient (Herbie : Fully Load) d'Angela Robinson : Maggie Peyton
- 2006 : Lucky Girl (Just My Luck) de Donald Petrie : Ashley Albright
- 2006 : The Last Show (A Prairie Home Companion) de Robert Altman : Lola Johnson
- 2006 : Bobby d'Emilio Estevez : Diane Howser
- 2006 : Friendly Fire de Michele Civetta : la petite copine
- 2007 : Chapitre 27 (Chapter 27) de Jarrett Schaefer : Jude
- 2007 : Mère-fille, mode d'emploi (Georgia Rule) de Garry Marshall : Rachel Wilcox
- 2009 : En cloque mais pas trop (Labor Pains) de Lara Shapiro : Thea Clayhill
- 2010 : Lindsay Lohan's Indian Journey de Maninderpal Sahota.
- 2010 : Machete de Robert Rodriguez : April Booth
- 2013 : Inappropriate Comedy de Vince Offer : Marilyn Monroe
- 2013 : Scary Movie 5 de Malcolm D. Lee : elle-même
- 2013 : The Canyons de Paul Schrader : Tara
- 2019 : Among The Shadows de Tiago Mesquita : Patricia
- 2022 : Noël tombe à pic (Falling for Christmas) de Janeen Damian : Sierra Belmont
- 2024 : Mean Girls : Lolita malgré moi (Mean Girls) de Samantha Jayne et Arturo Perez Jr. : la modératrice
- 2024 : Irish Wish de Janeen Damian : Maddie
- 2024 : Our Little Secret de Stephen Herek : Avery
- 2025 : Freaky Friday 2 : Encore dans la peau de ma mère (Freakier Friday) de Nisha Ganatra : Anna Coleman (également productrice déléguée)

#### Longs métrages d'animation
- 2005 : My Scene : Stars d'Hollywood - Le film (My Scene Goes Hollywood: The Movie) d'Eric Fogel : elle-même (voix)

#### Courts métrages
- 2009 : Lindsay's Private Party de Yu Tsai : elle-même
- 2012 : First Point de Richard Phillips : elle-même / la surfeuse
- 2015 : Till Human Voices Wake Up d'Indrani Pal-Chaudhuri : Lana
- 2023 : Walmart Black Friday Deals de Lucia Aniello : Jingle Bell Rockin' de : Cady Heron

### Télévision

#### Téléfilms
- 2000 : Grandeur nature (Life-Size) de Mark Rosman : Casey Stuart
- 2002 : Opération Walker (Get a Clue) de Maggie Greenwald : Lexy Gold
- 2012 : Liz & Dick de Lloyd Kramer : Elizabeth Taylor

#### Séries télévisées
- 1996-1997 : Another World : Alli Fowler (4 épisodes[56])
- 2000 : Bette : Rose (saison 1, épisode 1)
- 2004 : Les Rois du Texas (King of the Hill) : Jenny Medina (animation, voix originale - saison 8, épisode 22)
- 2004 : That '70s Show : Danielle (saison 7, épisode 7)
- 2008 : Ugly Betty : Kimmie Keegan (4 épisodes[57])
- 2009 : Projet haute couture (Project Runway) : elle-même (saison 6, épisode 1)
- 2012 : Glee : elle-même (saison 3, épisode 21)
- 2013 : Anger Management : elle-même (saison 2, épisode 12)
- 2013 : Eastbound & Down : Shayna Powers, adulte (saison 4, épisode 8)
- 2013 : Kenny Powers : Shayna Powers adulte (saison 4, épisode 8)
- 2014 : Lindsay : elle-même (mini-série, 8 épisodes[58]) - également productrice
- 2014 : 2 Broke Girls : Claire Guinness (saison 3, épisode 21)
- 2014 : Love Advent : elle-même (saison 4, épisode 17)
- 2018 : Sick Note : Katerina West (saison 2, rôle récurrent)
- 2021 : Devil May Care : Ziva (voix) (saison 1, épisode 6)
- 2022 : Lovestruck High : Le lycée de l'amour (Lovestruck High) : narratrice

#### Télé-réalité
- 2019 : Lindsay Lohan's Beach Club : elle-même

### Clip
- 2003 : What I Like About You de Lillix : elle-même
- 2003 : Ultimate d'elle-même : elle-même
- 2004 : Drama Queen (That Girl) d'elle-même, réalisé par Declan Whitebloom : elle-même
- 2004 : Rumors d'elle-même, réalisé par Jake Nava : elle-même
- 2004 : Over d'elle-même, réalisé par Jake Nava : elle-même
- 2004 : I Decide d'elle-même : elle-même
- 2005 : First d'elle-même, réalisé par Jake Nava : elle-même
- 2005 : Confessions of a Broken Heart (Daughter to Father), réalisé par elle-même : elle-même
- 2008 : Everyone Nose (All the Girls Standing in the Line for the Bathroom) de N.E.R.D., réalisé par Diane Martel : elle-même
- 2011 : Let the Games Begin de Miggs, réalisé par Justin Purser : l'artiste graffiti
- 2012 : Blue de R.E.M. réalisé par James Franco : la femme
- 2023 : You Only Love Me de Rita Ora, réalisé par Charlie Sarsfield : elle-même

## Voix françaises
En France, Barbara Beretta et Karine Foviau sont les voix françaises régulières de Lindsay Lohan. Dorothée Pousséo l'a doublée à trois reprises.
Au Québec, elle est régulièrement doublée par Kim Jalabert.
En France
| - Barbara Beretta dans : - The Last Show - En cloque mais pas trop - Glee (série télévisée) - Anger Management (série télévisée) - Liz & Dick (téléfilm) - Noël tombe à pic - Irish Wish - Our Little Secret - Karine Foviau dans : - Freaky Friday : Dans la peau de ma mère - Lolita malgré moi - La Coccinelle revient - Mère-fille, mode d'emploi - I Know Who Killed Me - Mean Girls : Lolita malgré moi - Freaky Friday 2 : Encore dans la peau de ma mère | - Dorothée Pousséo dans : - Opération Walker - Chapitre 27 - 2 Broke Girls (série télévisée) Et aussi - Kelly Marot dans À nous quatre - Sylvie Jacob dans Lucky Girl - Barbara Probst dans Bobby - Barbara Kelsch dans Machete - Laëtitia Coryn dans Sick Note (série télévisée) |

Au Québec
| - Kim Jalabert dans : - Confessions d'une jeune diva - La Coccinelle tout équipée - Bobby - Les règles de Georgia - Je sais qui m'a tuée - Film de peur 5 | Et aussi - Claudia-Laurie Corbeil dans L'Attrape-parents - Camille Cyr-Desmarais dans Un vendredi dingue, dingue, dingue - Géneviève Dery dans Méchantes ados |

## Distinctions

### Récompenses
- 2004 : MTV Movie + TV Awards de la meilleure actrice dans une comédie fantastique pour Freaky Friday : Dans la peau de ma mère (2003).
- 2005 : Teen Choice Awards de la meilleure actrice dans une comédie pour Lolita malgré moi (Mean Girls) (2004).
- MTV Movie + TV Awards 2005 : 
  - Lauréate du Prix de la meilleure actrice dans une comédie dans une comédie pour Lolita malgré moi (Mean Girls) (2004).
  - Lauréate du Prix de la meilleure équipe partagée avec Rachel McAdams, Lacey Chabert et Amanda Seyfried dans une comédie pour Lolita malgré moi (Mean Girls) (2004).
- 2006 : Kids' Choice Awards de la meilleure actrice dans une comédie d'aventure pour La Coccinelle revient (2005).
- 2006 : Festival du film de Hollywood de la meilleure distribution dans un drame biographique pour Bobby (2006) partagée avec Demi Moore, Sharon Stone, Nick Cannon, Joy Bryant, Anthony Hopkins, Elijah Wood, Helen Hunt, Freddy Rodríguez, Ashton Kutcher, William H. Macy, Martin Sheen, Christian Slater, Shia LaBeouf, Laurence Fishburne, Heather Graham, Jacob Vargas, Mary Elizabeth Winstead, Svetlana Metkina et Harry Belafonte.
- 2006 : Festival du film de Hollywood de la meilleure révélation féminine dans un drame biographique pour Bobby (2006).
- Capri 2007 : Lauréate du Prix Capri Global.
- 28e cérémonie des Razzie Awards 2008 : Pire actrice pour et pire couple dans un thriller horrifique pour I Know Who Killed Me (2007).

### Nominations
- 1999 : Blockbuster Entertainment Awards de la meilleure actrice débutante dans une comédie pour À nous quatre (1998).
- Saturn Awards 2004 : Meilleur(e) jeune acteur ou actrice dans une comédie pour Freaky Friday : Dans la peau de ma mère (2003.
- 2004 : MTV Movie + TV Awards du meilleur film mensonger dans une comédie pour Lolita malgré moi (Mean Girls) (2004).
- 2004 : MTV Movie + TV Awards de la meilleure alchimie partagée avec Jonathan Bennett dans une comédie pour Lolita malgré moi (Mean Girls) (2004).
- Critics' Choice Movie Awards 2005 : Meilleure jeune actrice dans une comédie pour Lolita malgré moi (Mean Girls) (2004).
- 2005 : Kids' Choice Awards (Australie) de la meilleure actrice dans une comédie pour Lolita malgré moi (Mean Girls) (2004).
- 2005 : Kids' Choice Awards de la meilleure actrice dans une comédie pour Lolita malgré moi (Mean Girls) (2004).
- 2006 : Kids' Choice Awards (Australie) de la meilleure actrice dans une comédie d'aventure pour La Coccinelle revient (2005).
- 2006 : Kids' Choice Awards (Australie) de la meilleure actrice dans une comédie romantique pour Lucky Girl (2006).
- 2006 : Gotham Independent Film Awards de la meilleure distribution dans un drame biographique pour Bobby (2006) partagée avec Demi Moore, Sharon Stone, Nick Cannon, Joy Bryant, Anthony Hopkins, Elijah Wood, Helen Hunt, Freddy Rodríguez, Ashton Kutcher, William H. Macy, Martin Sheen, Christian Slater, Shia LaBeouf, Laurence Fishburne, Heather Graham, Jacob Vargas, Mary Elizabeth Winstead, Svetlana Metkina et Harry Belafonte
- 12e cérémonie des Critics' Choice Movie Awards 2007 : Meilleure distribution dans un drame biographique pour Bobby (2006) partagée avec Demi Moore, Sharon Stone, Nick Cannon, Joy Bryant, Anthony Hopkins, Elijah Wood, Helen Hunt, Freddy Rodríguez, Ashton Kutcher, William H. Macy, Martin Sheen, Christian Slater, Shia LaBeouf, Laurence Fishburne, Heather Graham, Jacob Vargas, Mary Elizabeth Winstead, Svetlana Metkina et Harry Belafonte.
- 13e cérémonie des Screen Actors Guild Awards 2007 : Meilleure distribution dans un drame biographique pour Bobby (2006) partagée avec Demi Moore, Sharon Stone, Nick Cannon, Joy Bryant, Anthony Hopkins, Elijah Wood, Helen Hunt, Freddy Rodríguez, Ashton Kutcher, William H. Macy, Martin Sheen, Christian Slater, Shia LaBeouf, Laurence Fishburne, Heather Graham, Jacob Vargas, Mary Elizabeth Winstead, Svetlana Metkina et Harry Belafonte.
- 12e cérémonie des Critics' Choice Movie Awards 2007 : Meilleure distribution pour The Last Show (2006) partagée avec Meryl Streep, Virginia Madsen, Tommy Lee Jones, Maya Rudolph, Lily Tomlin, Kevin Kline, Garrison Keillor, Woody Harrelson et John C. Reilly
- 27e cérémonie des Razzie Awards 2007 : Pire actrice dans une comédie romantique pour Lucky Girl (2006).
- 30e cérémonie des Razzie Awards 2010 : Pire actrice de la décennie dans une comédie d'aventure pour La Coccinelle revient (2005), dans un thriller horrifique pour I Know Who Killed Me (2007) et dans une comédie romantique pour Lucky Girl (2006).

## Discographie

### Albums
| Titre                               | Vente       | Chart      | Position |
| ----------------------------------- | ----------- | ---------- | -------- |
| Speak (2004)                        | + 1 100 000 | États-Unis | 4        |
| Speak (2004)                        | + 1 100 000 | Canada     | 9        |
| Speak (2004)                        | + 1 100 000 | Autriche   | 36       |
| Speak (2004)                        | + 1 100 000 | Australie  | 57       |
| A Little More Personal (Raw) (2005) | + 1 000 000 | États-Unis | 20       |
| A Little More Personal (Raw) (2005) | + 1 000 000 | Canada     | 43       |
| A Little More Personal (Raw) (2005) | + 1 000 000 | Australie  | 88       |
| A Little More Personal (Raw) (2005) | + 1 000 000 | Monde      | 10       |

### Singles
| Année | Single                                             | Meilleure position, | Meilleure position, | Meilleure position, | Meilleure position, | Meilleure position, | Meilleure position, | Meilleure position, | Meilleure position, | Album                                             |
| Année | Single                                             | États-Unis          | ANG                 | AUS                 | CAN                 | AUT                 | ALL                 | SUI                 | MEX                 | Album                                             |
| ----- | -------------------------------------------------- | ------------------- | ------------------- | ------------------- | ------------------- | ------------------- | ------------------- | ------------------- | ------------------- | ------------------------------------------------- |
| 2003  | Ultimate                                           | —                   | —                   | —                   | —                   | —                   | —                   | —                   | —                   | Freaky Friday (Soundtrack)                        |
| 2004  | Drama Queen (That Girl)                            | —                   | —                   | —                   | —                   | —                   | —                   | —                   | —                   | Confessions of a Teenage Drama Queen (Soundtrack) |
| 2004  | Rumors                                             | 106                 | —                   | 10                  | —                   | 23                  | 14                  | 30                  | 19                  | Speak                                             |
| 2005  | Over                                               | 101                 | 27                  | 27                  | —                   | 49                  | 40                  | 52                  | 78                  | Speak                                             |
| 2005  | First                                              | —                   | —                   | 31                  | —                   | —                   | 74                  | 41                  | 56                  | Speak                                             |
| 2005  | Confessions of a Broken Heart (Daughter to Father) | 57                  | —                   | 7                   | —                   | 74                  | —                   | —                   | 16                  | A Little More Personal (Raw)                      |
| 2006  | I Live for the Day                                 | —                   | —                   | 29                  | —                   | —                   | —                   | —                   | —                   | A Little More Personal (Raw)                      |
| 2006  | Lohan Holiday feat Ali Lohan                       | —                   | —                   | —                   | —                   | —                   | —                   | —                   | —                   | Lohan Holiday                                     |
| 2008  | Bossy                                              | —                   | —                   | —                   | 77                  | —                   | —                   | —                   | —                   | Spirit The Dark (Annulé)                          |
| 2020  | Back to Me                                         | —                   | —                   | —                   | —                   | —                   | —                   | —                   | —                   |                                                   |